# Royal Exchange
Le Royal Exchange fut la première bourse de commerce de la Cité de Londres, fondée en 1565 par Thomas Gresham. Le site a été fourni par la Corporation de la Cité de Londres et la Worshipful Company of Mercers (« Compagnie pieuse des marchands de tissus »). Gresham a choisi la forme trapézoïdale pour le lieu, influencé par celle de la bourse à Anvers qu'il avait visitée. Elle a été transformée en centre commercial en 2001.

## Histoire
Richard Gresham fut le premier à avoir l'idée de construire une bourse à Londres, sans toutefois pouvoir la réaliser. L'idée fut reprise en 1565 par son fils Thomas Gresham. En 1570, la reine Elisabeth inaugura le bâtiment de style renaissance à Cornhill dans la City. C'est l'un des édifices célèbres conçus par Henri de Paschen, un architecte d'Anvers. Détruit par  le grand incendie de 1666, il fut reconstruit à l'identique par Edward Jerman. Le roi Charles II lui-même en posa la première pierre. Il fut à nouveau la proie des flammes en 1838. William Tite le reconstruisit en style néoclassique, en conservant sa disposition générale, avec une cour centrale. Le bâtiment fut inauguré par la reine Victoria en 1844. Plus tôt cette même année, une statue équestre du duc de Wellington par Francis Chantrey et Henry Weekes fut dévoilée dans la rue hors le bâtiment. La cour, qui était ouverte à l'origine, fut dotée d'un toit vitré par Charles Barry Jr. en 1883. Son rôle déclina au XXe siècle et, à partir de 1939, le bâtiment abrita les bureaux de la Guardian Royal Exchange Company. Depuis 2001, il est occupé par un centre commercial qui accueille des boutiques de luxe.

## Galerie photographique

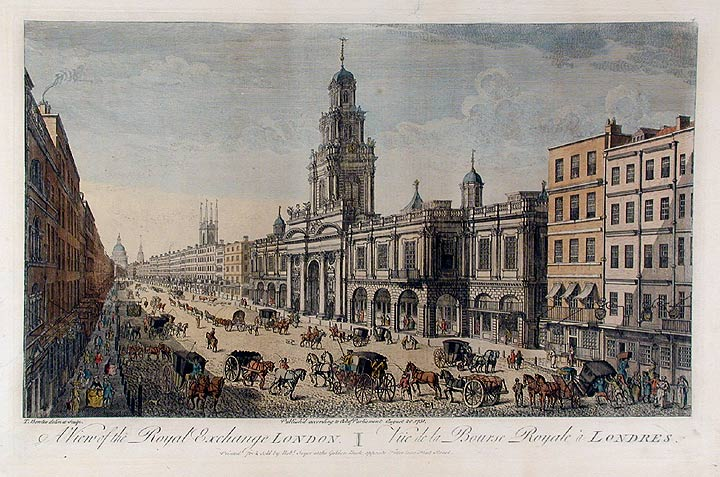
Le Royal Exchange en 1751
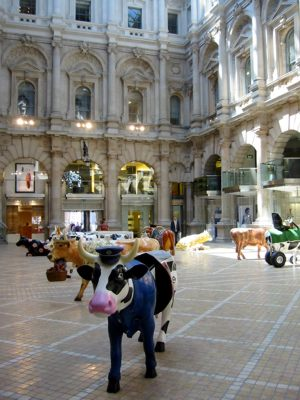
Vue de l'intérieur du Royal Exchange en 2002
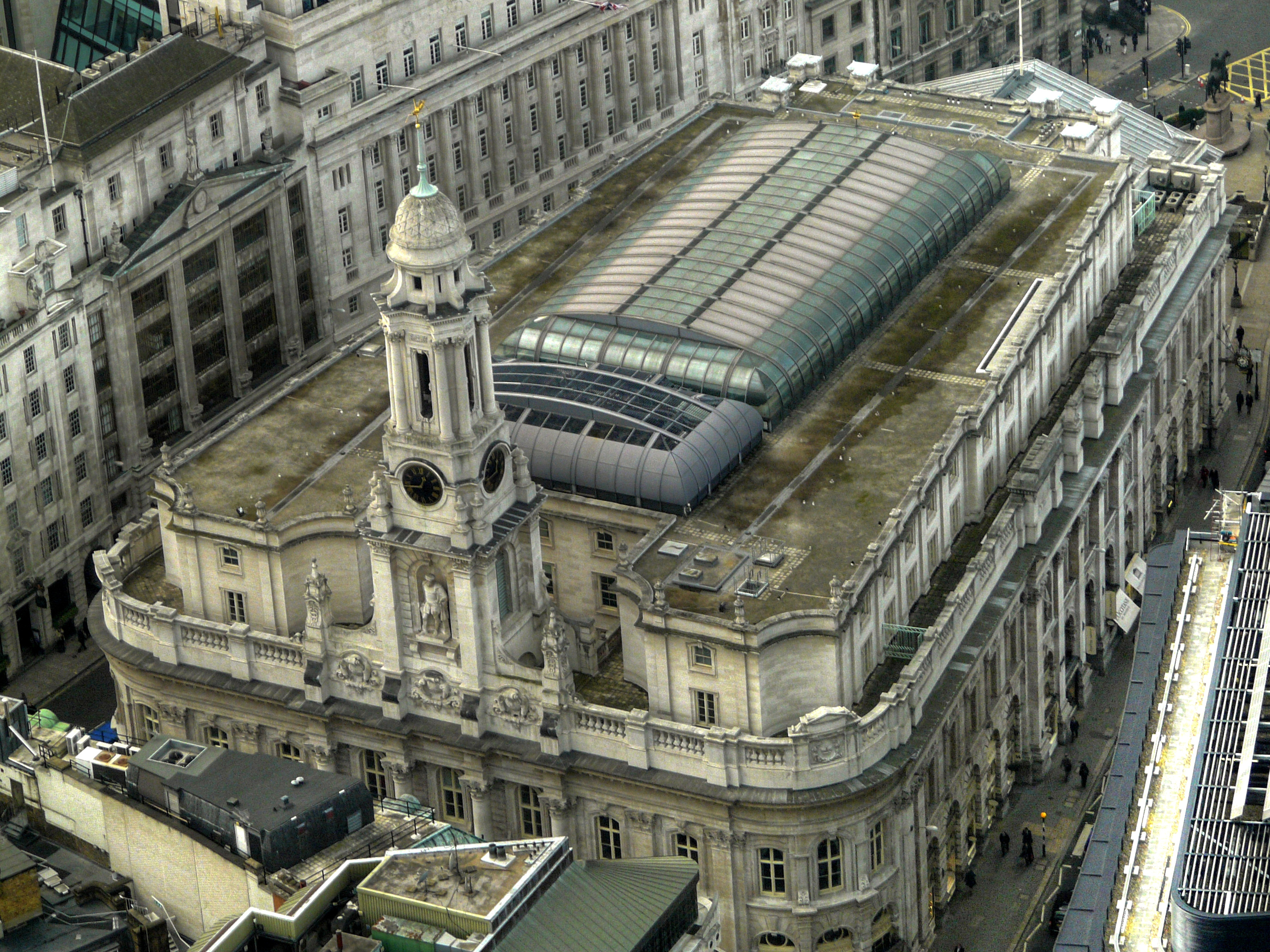
Le Royal Exchange en 2008, vue depuis la Tower 42 voisine
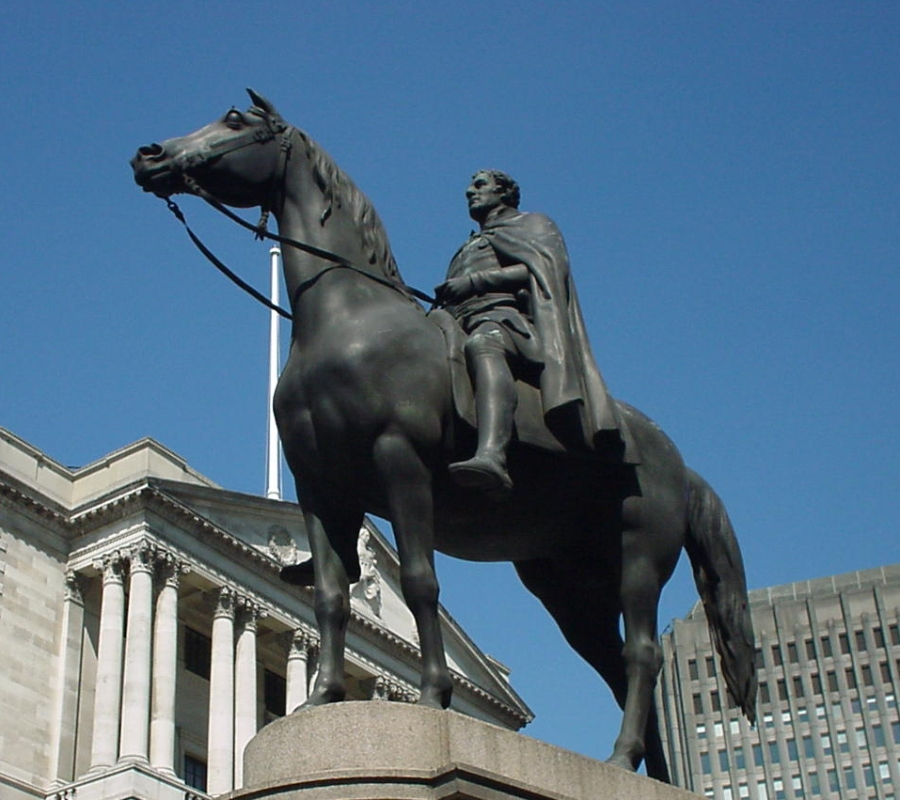
Statue du duc de Wellington proche